# Kruna
Kruna (lat. corona) je raskošno urešeno pokrivalo za glavu u obliku vijenca, simbol vladarske moći i časti. Najčešće je izrađena od dragocjene kovine (zlato) i ukrašena dragim kamenjem, emajlom i biserima.
U državama s monarhijskim uređenjem, vladar nosi krunu prigodom krunidbe i kod službenih ceremonija. U prenesenom značenju označava okrunjenu osobu (monarh, kralj, car).

## Terminologija
U pojedinim monarhijama postoje tri tipa kruna:
- Krunidbena kruna - kojom se vrši obred krunjenja
- Državna kruna - koju vladar nosi prilikom državničkih ceremonija
- Ženska kruna - namijenjena vladarevoj ženi

Također, osim vladarske krune, postojale su krune pojedinih visokih velikaša koje su se razlikovale od vladarske.